# Superettan 2022
Superettan 2022 var den tjugotredje säsongen av Superettan, Sveriges näst högsta division i fotboll för herrar, nivån under Allsvenskan.

## Förlopp
Serien spelades med start helgen den 2–3 april 2022 och avslutades lördagen den 5 november samma år.

### Organisatoriska förändringar
- Redan efter den första omgången, den 8 april, meddelade Örebro SK att deras huvudtränare Joel Cedergren avlägsnas från sitt uppdrag.[2] Samma dag meddelades att Axel Kjäll lämnar sitt uppdrag som fotbollschef och återgår till sin tidigare roll som huvudtränare.[3] Besluten fattades av styrelsen efter att laget hade förlorat premiärmatchen mot IK Brage med 0–3.[4]
- Den 21 april arbetsbefriades Jönköping Södras huvudtränare Patric Jildefalk med omedelbar verkan. Kontraktet fortsatte dock att löpa till och med den 31 december 2022.[5] Den tidigare assisterande tränaren Óscar García Rodriguez övertog samtidigt ansvaret som huvudtränare.[6]
- Den 6 maj meddelade Örgryte IS att sportchefen Igor Krulj lämnar sin tjänst. Arbetsuppgifterna fördelades enligt klubben ut inom den befintliga organisationen.[7] Händelsen föregicks med några dagar av spekulationer i massmedia, där de uteblivna resultaten med en poäng på de fem inledande matcherna uppgavs vara bakgrunden.[8]
- Dalkurd FF meddelade den 10 maj att föreningen och huvudtränaren Dalibor Savic har nått en överenskommelse om att avbryta samarbetet. Vid tidpunkten var ny huvudtränare inte klar. Övriga inom tränarstaben övertog uppgifterna tills vidare.[9]
- Den 15 maj meddelade Örgryte IS att de valt att avskeda huvudtränaren Dane Ivarsson och ersätta honom med islänningen Brynjar Gunnarsson.[10] ÖIS låg då sist i serien med två poäng efter sju spelade matcher.[11]

## Lag och arenor
Totalt var 16 lag kvalificerade för spel i serien. Örebro SK och Östersunds FK blev nedflyttade direkt från Allsvenskan 2021, och Halmstads BK blev nedflyttat efter kvalspel.
IF Brommapojkarna och Utsiktens BK kvalificerade sig genom att vinna Ettan Norra respektive Södra 2021. Dalkurd FF och Skövde AIK kvalificerade sig från dessa serier efter kvalspel. Övriga lag var kvalificerade genom placering i Superettan 2021.
| Lag               | Län             | Ort        | Arena            | Underlag   | Kapacitet | Kapacitet | Placering 2021 |
| ----------------- | --------------- | ---------- | ---------------- | ---------- | --------- | --------- | -------------- |
| AFC Eskilstuna    | Södermanland    | Eskilstuna | Tunavallen       | Konstgräs  | 7 200     | [ 12 ]    | 9              |
| Dalkurd FF        | Uppsala         | Uppsala    | Studenternas IP  | Konstgräs  | 10 000    | [ 13 ]    | 2 (EN)         |
| Halmstads BK      | Halland         | Halmstad   | Örjans vall      | Gräs       | 10 873    | [ 13 ]    | 14 (AS)        |
| IF Brommapojkarna | Stockholm       | Stockholm  | Grimsta IP       | Konstgräs  | 6 820     | [ 14 ]    | 1 (EN)         |
| IK Brage          | Dalarna         | Borlänge   | Domnarvsvallen   | Konstgräs  | 6 500     | [ 15 ]    | 10             |
| Jönköpings Södra  | Jönköping       | Jönköping  | Stadsparksvallen | Hybridgräs | 6 200     | [ 16 ]    | 11             |
| Landskrona BoIS   | Skåne           | Landskrona | Landskrona IP    | Gräs       | 10 000    | [ 17 ]    | 6              |
| Norrby IF         | Västra Götaland | Borås      | Borås Arena      | Konstgräs  | 16 200    | [ 18 ]    | 4              |
| Skövde AIK        | Västra Götaland | Skövde     | Södermalms IP    | Gräs       | 4 500     | [ 13 ]    | 2 (ES)         |
| Trelleborgs FF    | Skåne           | Trelleborg | Vångavallen      | Gräs       | 7 357     | [ 19 ]    | 7              |
| Utsiktens BK      | Västra Götaland | Göteborg   | Bravida Arena    | Konstgräs  | 6 250     | [ 13 ]    | 1 (ES)         |
| Västerås SK       | Västmanland     | Västerås   | Iver Arena       | Konstgräs  | 7 000     | [ 20 ]    | 12             |
| Örebro SK         | Örebro          | Örebro     | Behrn Arena      | Konstgräs  | 12 654    | [ 13 ]    | 15 (AS)        |
| Örgryte IS        | Västra Götaland | Göteborg   | Gamla Ullevi     | Hybridgräs | 18 416    | [ 21 ]    | 8              |
| Östers IF         | Kronoberg       | Växjö      | Visma Arena      | Hybridgräs | 12 000    | [ 13 ]    | 5              |
| Östersunds FK     | Jämtland        | Östersund  | Jämtkraft Arena  | Konstgräs  | 8 466     | [ 13 ]    | 16 (AS)        |

## Tabeller

### Poängtabell
| Nr | Lag                   | S  | V  | O  | F  | GM | IM | MS  | P  |
| -- | --------------------- | -- | -- | -- | -- | -- | -- | --- | -- |
| 1  | IF Brommapojkarna (U) | 30 | 19 | 5  | 6  | 64 | 40 | +24 | 62 |
| 2  | Halmstads BK (N)      | 30 | 17 | 5  | 8  | 57 | 32 | +25 | 56 |
| 3  | Östers IF             | 30 | 13 | 9  | 8  | 47 | 35 | +12 | 48 |
| 4  | Trelleborgs FF        | 30 | 13 | 6  | 11 | 46 | 49 | −3  | 45 |
| 5  | Skövde AIK (U)        | 30 | 11 | 11 | 8  | 40 | 39 | +1  | 44 |
| 6  | Landskrona BoIS       | 30 | 11 | 11 | 8  | 40 | 42 | −2  | 44 |
| 7  | IK Brage              | 30 | 11 | 9  | 10 | 44 | 40 | +4  | 42 |
| 8  | AFC Eskilstuna        | 30 | 12 | 4  | 14 | 48 | 46 | +2  | 40 |
| 9  | Västerås SK           | 30 | 10 | 10 | 10 | 50 | 49 | +1  | 40 |
| 10 | Örebro SK (N)         | 30 | 10 | 7  | 13 | 33 | 38 | −5  | 37 |
| 11 | Utsiktens BK (U)      | 30 | 10 | 7  | 13 | 40 | 46 | −6  | 37 |
| 12 | Jönköpings Södra      | 30 | 9  | 9  | 12 | 41 | 51 | −10 | 36 |
| 13 | Örgryte IS            | 30 | 8  | 11 | 11 | 45 | 44 | +1  | 35 |
| 14 | Östersunds FK (N)     | 30 | 7  | 10 | 13 | 32 | 44 | −12 | 31 |
| 15 | Norrby IF             | 30 | 8  | 7  | 15 | 33 | 47 | −14 | 31 |
| 16 | Dalkurd FF (U)        | 30 | 8  | 5  | 17 | 37 | 55 | −18 | 29 |

### Resultattabell
| Hemma \ Borta     | AFC | DFF | HBK | BP  | IKB | JSIF | BOIS | NIF | SAIK | TFF | UBK | VSK | ÖSK | ÖIS | ÖIF | ÖFK |
| AFC Eskilstuna    | —   | 0–0 | 2–0 | 3–1 | 2–3 | 0–2  | 2–0  | 1–2 | 1–2  | 1–0 | 3–1 | 5–2 | 0–1 | 4–3 | 1–2 | 4–1 |
| Dalkurd FF        | 3–2 | —   | 0–1 | 0–2 | 1–2 | 5–2  | 0–1  | 2–1 | 3–1  | 2–0 | 4–1 | 1–2 | 0–2 | 1–2 | 0–3 | 1–1 |
| Halmstads BK      | 2–1 | 3–1 | —   | 2–0 | 1–0 | 3–0  | 2–1  | 1–2 | 3–2  | 1–2 | 4–1 | 1–1 | 0–0 | 2–3 | 2–0 | 2–0 |
| IF Brommapojkarna | 1–0 | 5–0 | 2–1 | —   | 3–2 | 2–1  | 3–0  | 5–2 | 2–2  | 4–2 | 0–1 | 2–1 | 2–1 | 3–1 | 1–1 | 4–1 |
| IK Brage          | 1–1 | 0–0 | 1–2 | 3–1 | —   | 1–2  | 1–1  | 2–1 | 0–0  | 1–2 | 1–2 | 0–2 | 3–0 | 4–0 | 0–3 | 1–0 |
| Jönköpings Södra  | 2–3 | 0–1 | 0–5 | 1–2 | 1–1 | —    | 2–4  | 2–1 | 0–1  | 2–3 | 5–2 | 2–1 | 1–1 | 2–2 | 2–1 | 1–0 |
| Landskrona BoIS   | 1–1 | 3–1 | 2–1 | 3–3 | 1–1 | 1–1  | —    | 3–2 | 0–1  | 2–1 | 2–0 | 1–0 | 2–1 | 3–2 | 1–3 | 1–1 |
| Norrby IF         | 2–1 | 1–0 | 3–0 | 0–3 | 2–2 | 1–1  | 0–0  | —   | 0–0  | 2–3 | 0–2 | 1–0 | 0–2 | 1–1 | 2–0 | 2–0 |
| Skövde AIK        | 4–0 | 2–2 | 1–3 | 1–1 | 1–1 | 1–1  | 2–0  | 2–0 | —    | 3–1 | 1–1 | 0–2 | 0–0 | 2–1 | 0–0 | 1–3 |
| Trelleborgs FF    | 0–1 | 4–2 | 0–4 | 1–2 | 2–2 | 1–3  | 1–1  | 2–1 | 2–1  | —   | 1–0 | 3–0 | 2–1 | 2–1 | 1–2 | 1–1 |
| Utsiktens BK      | 2–3 | 3–0 | 2–1 | 3–2 | 1–0 | 0–1  | 2–2  | 1–1 | 1–1  | 0–0 | —   | 0–2 | 1–2 | 0–1 | 1–1 | 3–3 |
| Västerås SK       | 2–0 | 4–1 | 2–2 | 0–1 | 1–3 | 2–2  | 3–0  | 3–2 | 4–1  | 4–4 | 0–3 | —   | 2–1 | 1–1 | 2–2 | 1–1 |
| Örebro SK         | 1–0 | 1–3 | 0–2 | 0–2 | 1–3 | 3–1  | 2–2  | 0–0 | 0–1  | 2–2 | 2–0 | 5–2 | —   | 0–1 | 2–1 | 1–0 |
| Örgryte IS        | 2–2 | 3–3 | 2–2 | 1–1 | 4–0 | 0–0  | 0–1  | 5–1 | 3–0  | 1–2 | 0–2 | 1–1 | 2–0 | —   | 0–1 | 0–1 |
| Östers IF         | 3–2 | 2–0 | 1–4 | 4–1 | 1–2 | 2–0  | 0–0  | 2–0 | 2–3  | 0–1 | 3–1 | 1–1 | 1–1 | 2–2 | —   | 2–1 |
| Östersunds FK     | 0–2 | 1–0 | 0–0 | 2–3 | 1–3 | 1–1  | 3–1  | 1–0 | 2–3  | 2–0 | 0–3 | 2–2 | 2–0 | 0–0 | 1–1 | —   |

## Kvalspel

### Allsvenskan 2023
| 1           | 10 november 2022 | Östers IF         | 1 – 2           | Varbergs BoIS          | Visma Arena                                |                                            |
| 19:00 UTC+1 | 19:00 UTC+1      | Tatu Varmanen 21′ | (1 – 1) Rapport | 41′, 46′ Robin Simovic | Växjö Publik: 6 705 Domare: Andreas Ekberg | Växjö Publik: 6 705 Domare: Andreas Ekberg |
| 19:00 UTC+1 | 19:00 UTC+1      |                   |                 |                        | Växjö Publik: 6 705 Domare: Andreas Ekberg | Växjö Publik: 6 705 Domare: Andreas Ekberg |
| 19:00 UTC+1 | 19:00 UTC+1      |                   |                 |                        | Växjö Publik: 6 705 Domare: Andreas Ekberg | Växjö Publik: 6 705 Domare: Andreas Ekberg |

| 2           | 13 november 2022 | Varbergs BoIS                          | 2 – 1           | Östers IF             | Varberg Energi Arena                            |                                                 |
| 15:00 UTC+1 | 15:00 UTC+1      | Robin Tranberg 26′ Tobias Carlsson 75′ | (1 – 0) Rapport | 66′ Jesper Westermark | Varberg Publik: 3 738 Domare: Mohammed Al-Hakim | Varberg Publik: 3 738 Domare: Mohammed Al-Hakim |
| 15:00 UTC+1 | 15:00 UTC+1      |                                        |                 |                       | Varberg Publik: 3 738 Domare: Mohammed Al-Hakim | Varberg Publik: 3 738 Domare: Mohammed Al-Hakim |
| 15:00 UTC+1 | 15:00 UTC+1      |                                        |                 |                       | Varberg Publik: 3 738 Domare: Mohammed Al-Hakim | Varberg Publik: 3 738 Domare: Mohammed Al-Hakim |

Varbergs BoIS till Allsvenskan med det ackumulerade slutresultatet 4–2.

### Superettan 2023
| 1           | 10 november 2022 | Falkenbergs FF   | 1 – 1           | Östersunds FK    | Falcon Alkoholfri Arena                        |                                                |
| 19:00 UTC+1 | 19:00 UTC+1      | Godwin Aguda 40′ | (1 – 1) Rapport | 5′ Erick Brendon | Falkenberg Publik: 3 177 Domare: Oscar Johnson | Falkenberg Publik: 3 177 Domare: Oscar Johnson |
| 19:00 UTC+1 | 19:00 UTC+1      |                  |                 |                  | Falkenberg Publik: 3 177 Domare: Oscar Johnson | Falkenberg Publik: 3 177 Domare: Oscar Johnson |
| 19:00 UTC+1 | 19:00 UTC+1      |                  |                 |                  | Falkenberg Publik: 3 177 Domare: Oscar Johnson | Falkenberg Publik: 3 177 Domare: Oscar Johnson |

| 2           | 13 november 2022 | Östersunds FK                              | 2 – 0           | Falkenbergs FF | Jämtkraft Arena                             |                                             |
| 13:00 UTC+1 | 13:00 UTC+1      | Simon Kroon 57′ (str.) Ludvig Fritzson 69′ | (0 – 0) Rapport |                | Östersund Publik: 4 257 Domare: Victor Wolf | Östersund Publik: 4 257 Domare: Victor Wolf |
| 13:00 UTC+1 | 13:00 UTC+1      |                                            |                 |                | Östersund Publik: 4 257 Domare: Victor Wolf | Östersund Publik: 4 257 Domare: Victor Wolf |
| 13:00 UTC+1 | 13:00 UTC+1      |                                            |                 |                | Östersund Publik: 4 257 Domare: Victor Wolf | Östersund Publik: 4 257 Domare: Victor Wolf |

Östersunds FK till Superettan med det ackumulerade slutresultatet 3–1.
| 1           | 10 november 2022 | Sandvikens IF | 0 – 2           | Örgryte IS                             | Jernvallen                                    |                                               |
| 19:00 UTC+1 | 19:00 UTC+1      |               | (0 – 1) Rapport | 36′ Arvid Brorsson 60′ Viktor Lundberg | Sandviken Publik: 2 075 Domare: Adam Ladebäck | Sandviken Publik: 2 075 Domare: Adam Ladebäck |
| 19:00 UTC+1 | 19:00 UTC+1      |               |                 |                                        | Sandviken Publik: 2 075 Domare: Adam Ladebäck | Sandviken Publik: 2 075 Domare: Adam Ladebäck |
| 19:00 UTC+1 | 19:00 UTC+1      |               |                 |                                        | Sandviken Publik: 2 075 Domare: Adam Ladebäck | Sandviken Publik: 2 075 Domare: Adam Ladebäck |

| 2           | 13 november 2022 | Örgryte IS                                      | 2 – 3           | Sandvikens IF                                          | Gamla Ullevi                                  |                                               |
| 16:00 UTC+1 | 16:00 UTC+1      | Viktor Lundberg 23′ Alexander Ahl Holmström 71′ | (1 – 0) Rapport | 47′, 50′ John Junior Igbarumah 66′ Jabir Abdihakim Ali | Göteborg Publik: 3 857 Domare: Joakim Östling | Göteborg Publik: 3 857 Domare: Joakim Östling |
| 16:00 UTC+1 | 16:00 UTC+1      |                                                 |                 |                                                        | Göteborg Publik: 3 857 Domare: Joakim Östling | Göteborg Publik: 3 857 Domare: Joakim Östling |
| 16:00 UTC+1 | 16:00 UTC+1      |                                                 |                 |                                                        | Göteborg Publik: 3 857 Domare: Joakim Östling | Göteborg Publik: 3 857 Domare: Joakim Östling |

Örgryte IS till Superettan med det ackumulerade slutresultatet 4–3.

## Statistik
| Rank | Spelare              | Lag               | Mål |
| ---- | -------------------- | ----------------- | --- |
| 1    | Viktor Granath       | Västerås SK       | 24  |
| 2    | Alexander Johansson  | Halmstads BK      | 16  |
| 3    | Oscar Pettersson     | IF Brommapojkarna | 15  |
| 4    | Jack Cooper Love     | Skövde AIK        | 14  |
| 5    | Amar Muhsin          | AFC Eskilstuna    | 12  |
| 6    | Adam Bergmark Wiberg | Östers IF         | 11  |
| 6    | Nicolas Mortensen    | Trelleborgs FF    | 11  |
| 6    | Nikola Vasic         | IF Brommapojkarna | 11  |

| Rank | Spelare           | Lag               | Assist |
| ---- | ----------------- | ----------------- | ------ |
| 1    | Oscar Pettersson  | IF Brommapojkarna | 12     |
| 2    | Samuel Leach Holm | IF Brommapojkarna | 11     |
| 3    | Vladimir Rodić    | Östers IF         | 10     |
| 4    | Simon Gefvert     | Västerås SK       | 9      |
| 5    | Mohammed Saeid    | Trelleborgs FF    | 8      |
| 6    | André Alsanati    | AFC Eskilstuna    | 7      |
| 6    | Daniel Ask        | Västerås SK       | 7      |
| 6    | Simon Johansson   | Västerås SK       | 7      |
| 6    | Sadat Karim       | Halmstads BK      | 7      |

### Hattricks
| Spelare             | För               | Mot               | Resultat | Datum             |
| ------------------- | ----------------- | ----------------- | -------- | ----------------- |
| Linus Olsson4       | Landskrona BoIS   | Jönköpings Södra  | 4–2      | 10 maj 2022       |
| Jack Cooper Love    | Skövde AIK        | Östers IF         | 3–2      | 2 juli 2022       |
| Nikola Vasic        | IF Brommapojkarna | Norrby IF         | 5–2      | 24 juli 2022      |
| Alexander Johansson | Halmstads BK      | Jönköpings Södra  | 5–0      | 13 augusti 2022   |
| Viktor Granath      | Västerås SK       | Trelleborgs FF    | 4–4      | 16 augusti 2022   |
| Viktor Granath      | Västerås SK       | Skövde AIK        | 4–1      | 10 september 2022 |
| Edin Hamidovic      | Jönköpings Södra  | Trelleborgs FF    | 3–1      | 3 oktober 2022    |
| Jesper Westermark   | Östers IF         | IF Brommapojkarna | 4–1      | 4 oktober 2022    |
| Pashang Abdulla4    | Dalkurd FF        | Jönköpings Södra  | 5–2      | 30 oktober 2022   |

Noter
4 Spelaren gjorde 4 mål